# São Pedro (Faro)
São Pedro is een plaats (freguesia) in de Portugese gemeente Faro en telt 12761 inwoners (2001).

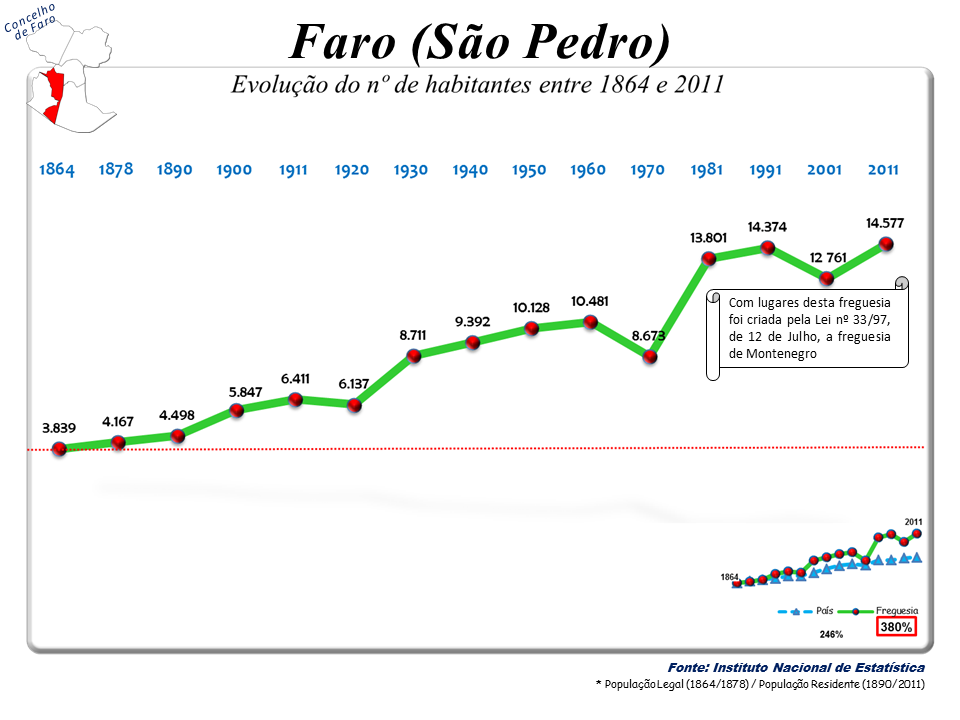
Bevolkingsontwikkeling tussen 1864 en 2011